# ژاباری، والیوو
ژاباری (به صربی: Žabari) یک روستا در صربستان است که در والیفو واقع شده‌است.
 ژاباری  ۴۵۲ نفر جمعیت دارد.